# Ossolaro
Ossolaro è una frazione del comune italiano di Paderno Ponchielli.

## Storia
La località è un piccolo borgo agricolo di antica origine, da sempre parte del contado di Cremona.
In età napoleonica (1810-16) Ossolaro fu frazione di Cortetano, recuperando l'autonomia con la costituzione del regno Lombardo-Veneto.
All'Unità d'Italia (1861) il comune contava 972 abitanti.
Nel 1928 il comune di Ossolaro venne unito al comune di Paderno Cremonese, formando il comune di Paderno Ossolaro, ribattezzato nel 1950 Paderno Ponchielli.